# Ezosciadium capense
Ezosciadium capense är en växtart som är ensam art i släktet Ezosciadium i familjen flockblommiga växter.
Arten är en ettårig ört som förekommer i Sydafrika. Den beskrevs först som Trachysciadium capense av Christian Friedrich Frederik Ecklon och Carl Ludwig Philipp Zeyher 1837, och fick sitt nu gällande namn av Brian Laurence Burtt 1991.